# Plazhi i Golemit
Plazhi i Golemit är en strand i Albanien.   Den ligger i prefekturen Qarku i Tiranës, i den centrala delen av landet, 26 km väster om huvudstaden Tirana.
Runt Plazhi i Golemit är det tätbefolkat, med 331 invånare per kvadratkilometer.